# 平原県
平原県（へいげん-けん）は、中華人民共和国山東省徳州市に位置する県。

## 歴史
平原郡を参照。

## 行政区画
- 街道:竜門街道、徳原街道、桃園街道
- 鎮:王鳳楼鎮、前曹鎮、恩城鎮、王廟鎮、王杲鋪鎮、張華鎮、腰站鎮、王打卦鎮
- 郷:三唐郷

## 名所
- 千仏塔